# Irak en los Juegos Olímpicos de Tokio 1964
Irak estuvo representado en los Juegos Olímpicos de Tokio 1964 por un total de 13 deportistas masculinos que compitieron en 3 deportes.
El equipo olímpico iraquí no obtuvo ninguna medalla en estos Juegos.